# 天津经济技术开发区第一中学
天津经济技术开发区第一中学，简称泰达一中，位于天津经济技术开发区第三大街翔实路21号，成立于1997年9月，是天津市市级重点中学。2024年8月，天津经济技术开发区第一中学广达校区成立。